# 미야모토 유지
미야모토 유지(일본어: 宮本 雄二, 1946년 7월 3일 ~ )는 일본의 외교관이다. 미야모토 아시아 연구소 대표, 외무성 고문, 일본일중관계학회 회장, 일반사단법인 외국어통역검정협회(FLICA) 이사, 재단법인 일본한자능력검정협회 이사, 돗판 인쇄 주식회사 고문, 공익재단법인 일중우호회관 회장 대행·부회장 등을 맡고 있다.
외무대신 비서관, 외무성 군축 관리 및 과학심의관 등을 거쳐 2002년부터 2004년까지 주미얀마 특명전권대사, 2006년부터 2010년까지 주중화인민공화국 특명전권대사 등을 역임했다.

## 인물
후쿠오카현 출신으로 후쿠오카 현립 슈유칸 고등학교를 거쳐 교토 대학 법학부에 진학했다. 대학 재학 중인 1968년 외교관 채용 시험에 응시하여 합격했고 이듬해인 1969년 교토 대학을 졸업함과 동시에 외무성에 입성했다.
1978년 유엔 일본정부대표부 1등 서기관, 1981년 주중화인민공화국 일본대사관 1등 서기관, 1983년 외무성 구아국 소비에트 연방과 수석 사무관, 1985년 외무성 유엔국 군축과장, 1987년 외무성 대신관방 외무대신 비서관 사무 취급, 1989년 외무성 정보조사국 기획과장, 1990년 외무성 아시아국 중국과장, 1991년 영국 국제전략문제연구소 연구원, 1992년 외무성 연수소 총괄지도관·부소장, 1994년에 주애틀랜타 총영사 등을 역임했다. 1997년에 주중화인민공화국 일본대사관 특명전권공사로 발탁되면서 공사로 재직할 당시 스기모토 노부유키 공사와 함께 역임했다.
2001년에는 외무성 군축 관리 및 과학심의관(대사), 2002년 주미얀마 특명전권대사, 2004년 오키나와 담당 대사 등을 맡았다. 2006년에 주중화인민공화국 특명전권대사로 발탁돼 전임 대사인 아나미 고레시게와 같은 이른바 ‘차이나 스쿨’ 출신으로 알려졌으며 외교관으로서 베이징에 부임한 횟수는 3번째가 됐다.
중화인민공화국의 국영 통신사인 신화통신사의 전직 외사국장인 위자푸(虞家復)가 국가기밀누설 혐의로 체포되면서 미야모토로부터 대사 취임 후 약 300만 엔이나 되는 현금을 직접 전달했다는 증언을 했다고 보도됐다. 일본대사관측은 “재판에 대해서는 언급할 수 없다”라고 말했다.
2010년에 정년 퇴직했고 같은 해 10월 일본일중관계학회 회장, 2010년 12월 외무성 고문, 2012년 5월 공익재단법인 일중 우호 회관 부회장 등을 맡고 있다.

## 발언
2012년 7월 7일, 아사히 신문에서 센카쿠 열도 중국 어선 충돌 사건에 대해 “중국측은 일본이 계획해서 그러한 사건을 일으켜 국내법을 처음으로 적용함으로써 실효 지배를 강화하고자 한다고 받아들인 건 아닐까”라고 말했다.
2021년 4월 27일, 아사히 신문 인터넷판에서 중국에 의한 신장 위구르 자치구의 인권 문제에 관한 제재는 “효과는 거의 없을 것이다. 중국과는 대화를 해야한다”라고 주장했다.

## 주요 경력
- 1968년 : 외무공무원 채용 시험 합격
- 1969년 : 교토 대학 법학부 졸업, 같은 해 외무성에 입성
- 1978년 : 유엔 일본정부대표부 1등 서기관
- 1981년 : 주중화인민공화국 일본대사관 1등 서기관
- 1983년 : 외무성 구아국 소비에트 연방과 수석 사무관
- 1985년 : 외무성 유엔국 군축과장
- 1987년 : 대신관방 외무대신 비서관
- 1989년 : 외무성 정보조사국 기획과장
- 1990년 : 외무성 아시아국 중국과장
- 1991년 : 영국 국제전략문제연구소 연구원
- 1992년 : 외무성 연수소 부소장
- 1994년 : 애틀랜타 총영사
- 1997년 : 주중화인민공화국 일본대사관 특명전권공사
- 2001년 : 외무성 군축 관리 및 과학심의관(대사)
- 2002년 8월 : 주미얀마 특명전권대사
- 2004년 12월 : 오키나와 담당 대사(특명 전권 대사)
- 2006년 3월 : 주중화인민공화국 특명전권대사
- 2010년 8월 : 정년 퇴임
- 2010년 10월 : 일본일중관계학회 회장(현재)
- 2010년 12월 : 외무성 고문( ~ 2011년 3월)
- 2011년 7월 : 미야모토 아시아 연구소 대표(현재)
- 2012년 5월 : 공익재단법인 일중우호회관 부회장(현재)
- 일반사단법인 외국어통역검정협회(FLICA) 이사
- 재단법인 일본한자능력검정협회 이사
- 돗판 인쇄 주식회사 고문

## 상훈
- 2020년 11월 : 서보중광장[5]

## 저서

### 단독 저서
- 《이제부터 중국과 어떻게 지낼 것인가(これから、中国とどう付き合うか)》(니혼케이자이 신문 출판사, 2011년)
- 《격변: 미얀마를 읽고 해석하다(激変　ミャンマーを読み解く)》(도쿄 서적, 2012년)
- 《시진핑의 중국(習近平の中国)》(신초 신쇼, 2015년)
- 《강경한 외교를 반성하는 중국(強硬外交を反省する中国)》(PHP 신서, 2017년)

### 감수
- 《젊은이들이 생각하다 ‘일중의 미래’ Vol①: 일중간 다면적인 상호 이해를 구하다(若者が考える「日中の未来」Vol①　日中間の多面的な相互理解を求めて)》(니혼쿄호샤, 2015년)
- 《젊은이들이 생각하다 ‘일중의 미래’ Vol②: 일중 경제 교류의 차세대 구상(若者が考える「日中の未来」Vol②　日中経済交流の次世代構想)》(니혼쿄호샤, 2016년)
- 《젊은이들이 생각하다 ‘일중의 미래’ Vol③: 일중 외교 관계 개선에 의한 환경 협력의 역할(若者が考える「日中の未来」Vol③　日中外交関係の改善における環境協力の役割)》(니혼쿄호샤, 2017년)
- 《젊은이들이 생각하다 ‘일중의 미래’ Vol④: 일중 경제와 셰어링 이코노미(若者が考える「日中の未来」Vol④　日中経済とシェアリングエコノミー)》(니혼쿄호샤, 2018년)